# Power of Inner Strength
Power of Inner Strength je první studiové album americké groove metalové kapely Grip Inc. vydané v březnu 1995 hudebním nakladatelstvím Steamhammer (sublabel SPV GmbH). Bylo nahráno na podzim roku 1994 ve studiu Woodhouse Studios v německém Hagenu.
Ke skladbě Ostracized vznikl videoklip.
V roce 2001 Steamhammer vydalo reedici (box set) nazvanou 2 Originals of Grip Inc. (Power of Inner Strength + Nemesis), která zároveň s touto deskou obsahovala i album Nemesis.

## Seznam skladeb
1. "Toque de Muerto" (instrumentální) - 1:22
2. "Savage Seas (Retribution)" - 3:11
3. "Hostage to Heaven" - 3:57
4. "Monster Among Us" - 4:22
5. "Guilty of Innocence" - 3:37
6. "Innate Affliction" - 3:34
7. "Colors of Death" - 3:04
8. "Ostracized" - 3:08
9. "Cleanse the Seed" - 4:55
10. "Heretic War Chant" - 5:23
11. "The Longest Hate" - 5:01

## Sestava
- Gus Chambers – vokály
- Waldemar Sorychta – kytara, klávesy
- Dave Lombardo – bicí
- Jason Viebrooks – baskytara